# Tradition militaire

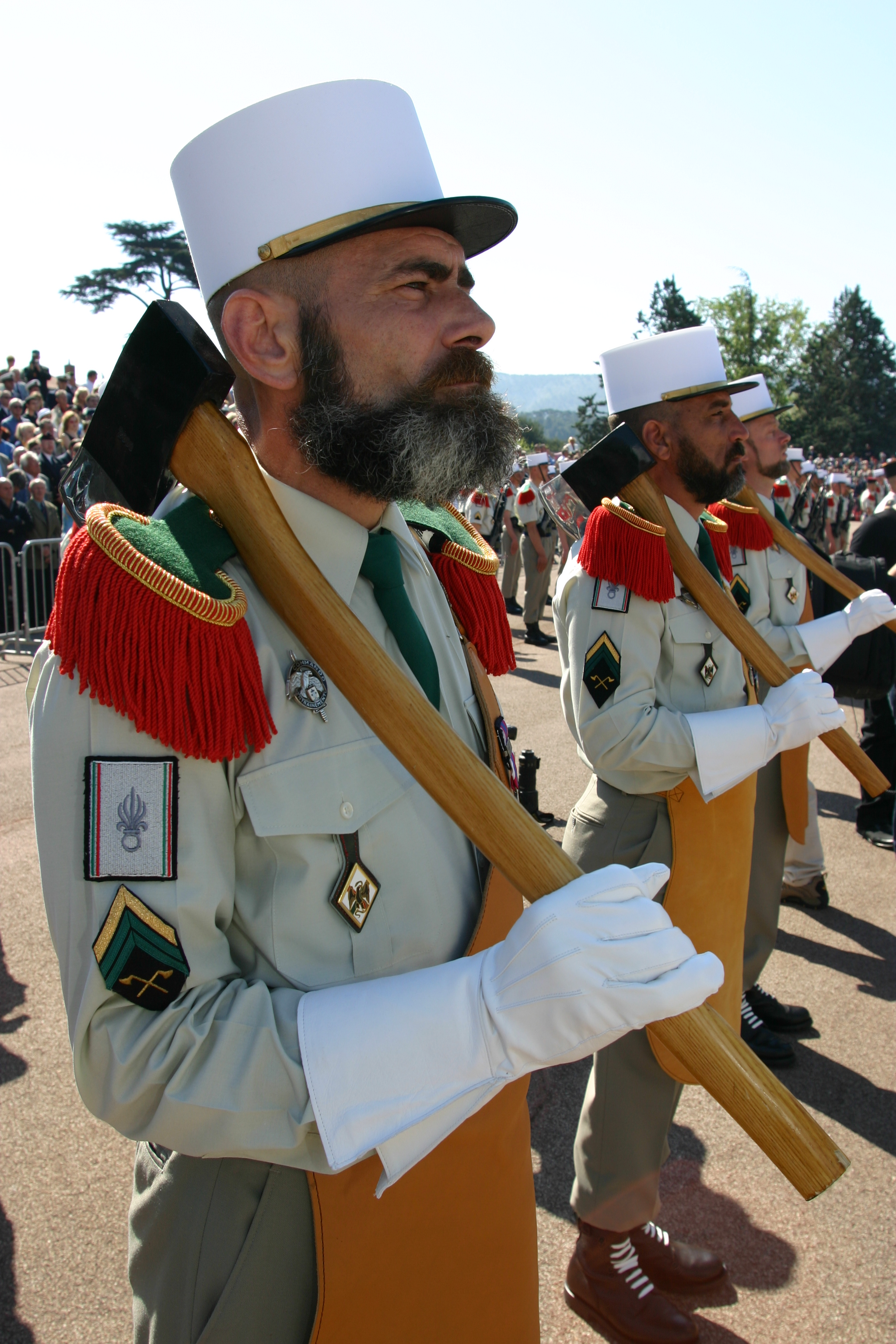
Les pionniers de la Légion étrangère, unité issue de la tradition militaire de la Légion étrangère.

La tradition militaire — également au pluriel les traditions militaires — constitue un ensemble de pratiques, d'us et coutumes propre au domaine militaire, associé à une unité militaire, par exemple à un régiment ou à une division. Une tradition militaire peut porter sur des éléments d'uniforme, de défilé ou de musique, mais également sur l'histoire, les faits d'armes et la mémoire de l'unité.

## Déclinaison

### Amériques

#### États-Unis
Aux États-Unis, l'expression « tradition militaire » en anglais : military tradition renvoie la plupart du temps à une notion d'hérédité, de lignage au sein d'une famille. La tradition militaire, selon laquelle une famille destine de manière systématique au moins l'un de ses fils à la carrière militaire, est souvent associée au Sud des États-Unis, où ces lignages familiaux sont quasi systématiques et correspond aux représentations communes des traditions sudistes au sein de l'Armée de terre des États-Unis d'hier et d'aujourd'hui.

### Europe
En Europe, la tradition militaire est un principe de l'institution militaire qui trouve son origine à l'époque de la chevalerie du Moyen Âge. De par cette histoire longue, les nations européennes ont développé des traditions militaires diverses.

#### Royaume-Uni
Au Royaume-Uni, la tradition militaire est portée par le lignage des régiments. Chaque régiment a donc sa propre histoire, ses propres racines, et donc ses propres traditions. Néanmoins, les réformes en cours au sein de la British Army sont ressenties comme une menace planant sur ces traditions.[réf. nécessaire]

#### France
La France est l'inventrice de « l'esprit de corps »[réf. nécessaire], concept forgé autour de la fierté d'appartenance à une unité militaire, et ce pratiquement au sein de n'importe quelle arme ou niveau opérationnel de l'Armée française. Par exemple, les unités d'Afrique du Nord comme les Zouaves, Spahis, les Turcos, la Légion étrangère ou encore les Mamelouks de la Garde impériale sont des unités ayant développé des traditions très distinctes et distinctives, s'agissant notamment de l'uniforme. Il n'est pas rare que les unités actuelles fassent remonter leurs traditions jusqu'aux unités impériales, voire pour certaines aux unités de l'Ancien régime.

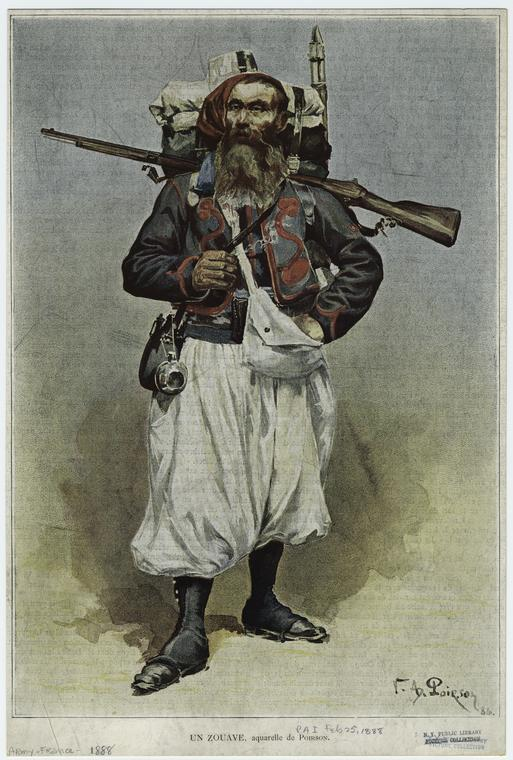
Un zouave français de 1888. Sa tenue relève de la tradition de l'unité, constituée en Afrique du Nord. Le sarouel est toutefois plus fréquemment rouge.

L'ECPAD a édité en 2011 un livret récapitulant les principales traditions au sein de l'Armée de terre, corps par corps.
L'historique d'un régiment, n'est pas l'historique d'un corps déterminé, mais l'historique d'un numéro à travers l'Histoire. Chaque unité perpétue les traditions d'un numéro

#### Allemagne
Jusqu'au début de la Première Guerre mondiale, les traditions militaires allemandes plongent leurs racines historiques dans les traditions de l'Armée prussienne, laquelle a constitué la colonne vertébrale des forces militaires de l'Empire allemand. Chaque État composant l'Empire allemand puis la République fédérale de Weimar dispose de ses propres traditions militaires — Bade, Bavière, Brandebourg, Saxe, Wurtemberg… —. Ainsi, les troupes impériales du début du premier conflit mondiale sont étatiques ; les troupes alliées se battent contre des Prussiens, porteurs de casque à pointe, des Wurtembergeois ou des Brandebourgeois. La tradition militaire allemande se définit alors à deux niveaux, soit des traditions rattachées aux anciens États allemands (jusqu'en 1918) d'une part, soit au niveau régimentaire pour certaines troupes d'élite d'autre part.
Toutefois, au cours du conflit, ces unités nationales disparaissent au profit d'un recrutement mixte ; la composante étatique de la tradition militaire allemande tend à disparaître au profit de la composante régimentaire. Après la refonte du système militaire allemand au sortir de la Seconde Guerre mondiale, les traditions militaires reviennent au niveau régimentaire.

### Asie

#### Japon

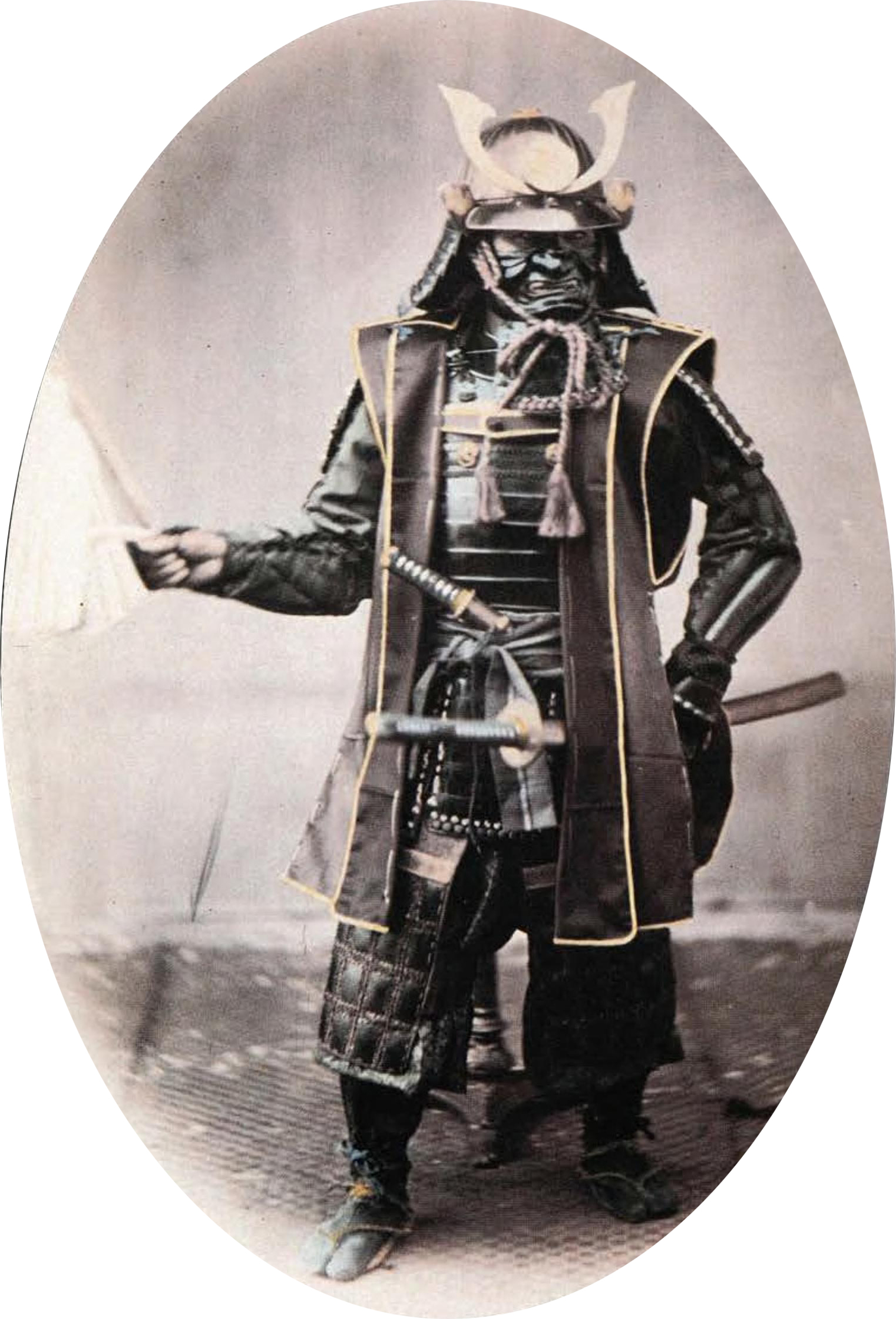
Un samouraï, vers 1860. Photographie de Felice Beato.

Au Japon, les traditions militaires sont depuis longtemps forgées autour du bushido, code de la morale guerrière.

## Tradition militaire de fiction

### Jeu vidéo
Dans le jeu vidéo Civilization III, la « tradition militaire » est une technologie dont l'acquisition est nécessaire pour créer des unités de cavalerie.
Dans Europa Universalis 3, la « tradition militaire »  est une capacité qui peut être améliorée lorsque les différentes unités sont engagées lors de combats terrestres. Plus la tradition militaire est élevée, plus il sera possible d'obtenir ou de recruter de fins stratèges comme généraux.

### Autres
La tradition militaire est utilisée dans de nombreuses œuvres de fiction comme un élément structurant de l'intrigue. On peut citer les Sardaukars, troupe d'élite aux fortes traditions, présentes dans le cycle de Dune de Frank Herbert.